# The Tick (2001)
The Tick é uma sitcom americana baseada no personagem Tick da revista em quadrinhos do mesmo nome. Foi exibido pela Fox no final de 2001 e foi produzido pela Columbia TriStar Television. Com seu piloto indo ao ar em 8 de novembro, a série teve nove episódios na televisão aberta. Foi lançado em DVD em 2003. Um reboot da série baseada no mesmo personagem estreou na Prime Video no outono de 2016.

## Elenco
- Patrick Warburton ... The Tick
- David Burke       ... Arthur
- Liz Vassey	       ... Captain Liberty
- Nestor Carbonell  ... Batmanuel

## Lista de episódios
Os episódios estão listados de acordo com o DVD. Foram ao ar pela FOX, nos Estados Unidos, fora da ordem.
- 1 "Pilot" (foi ao ar em 8 de novembro de 2001)
- 2 "The Terror" (foi ao ar em 31 de janeiro de 2002)
- 3 "Arthur, Interrupted" (foi ao ar em 24 de janeiro de 2002)
- 4 "The License" (foi ao ar em 6 de dezembro de 2001)
- 5 "Arthur Needs Space" (foi ao ar em 13 de dezembro de 2001)
- 6 "Couples" (foi ao ar em 5 de dezembro de 2001)
- 7 "The Funeral" (foi ao ar em 15 de novembro de 2001)
- 8 "The Tick Vs. Justice" (foi ao ar em 17 de janeiro de 2002)
- 9 "The Big Leagues" (foi ao ar em 21 de dezembro de 2001)